# Jean Aymon
Pour les articles homonymes, voir Aymon.
Jean Aymon, né à Lyon ou dans le Dauphiné en 1661 est un théologien et jurisconsulte français. Il est décédé vers 1734 à La Haye. 

## Biographie
Curé à Grenoble, protonotaire apostolique, il embrasse le calvinisme, se réfugie à Genève puis à Berne, joint la Hollande, où il se marie, et fait paraître à La Haye plusieurs écrits hostiles au Saint-Siège : 
- Métamorphoses de l'Église romaine, 1700
- Tableau de la cour de Rome, 1707
- Des synodes des Églises réformées de France, 1710. Tome premier . Tome second

Il revient à Paris en 1706 où, feignant d'avoir accepté de rentrer dans l’Église catholique, il obtient de Nicolas Clément la permission de consulter des ouvrages à la bibliothèque royale. Il en profite pour en dérober voire en mutiler plusieurs, avant de s'enfuir à La Haye où il remplit jusqu'à sa mort les fonctions de ministre de la ville.

## Publications
Il a aussi publié à La Haye, en 1708, sous le titre de Monuments authentiques de la religion grecque, des textes attribués à Cyrille Loukaris, ainsi les actes d'un concile tenu à Jérusalem en 1672 contre les thèses protestantes, dont il avait soustrait les originaux à la Bibliothèque du roi.

## Sur les autres projets Wikimedia
- Louis-Gabriel Michaud, « Aymon (Jean) », Biographie universelle ancienne et moderne, vol. 3e, chez Michaud frères, libraires, 1811, 1re éd. (lire en ligne), p. 137 sur Wikisource.